# St. Margareten (Tinz)

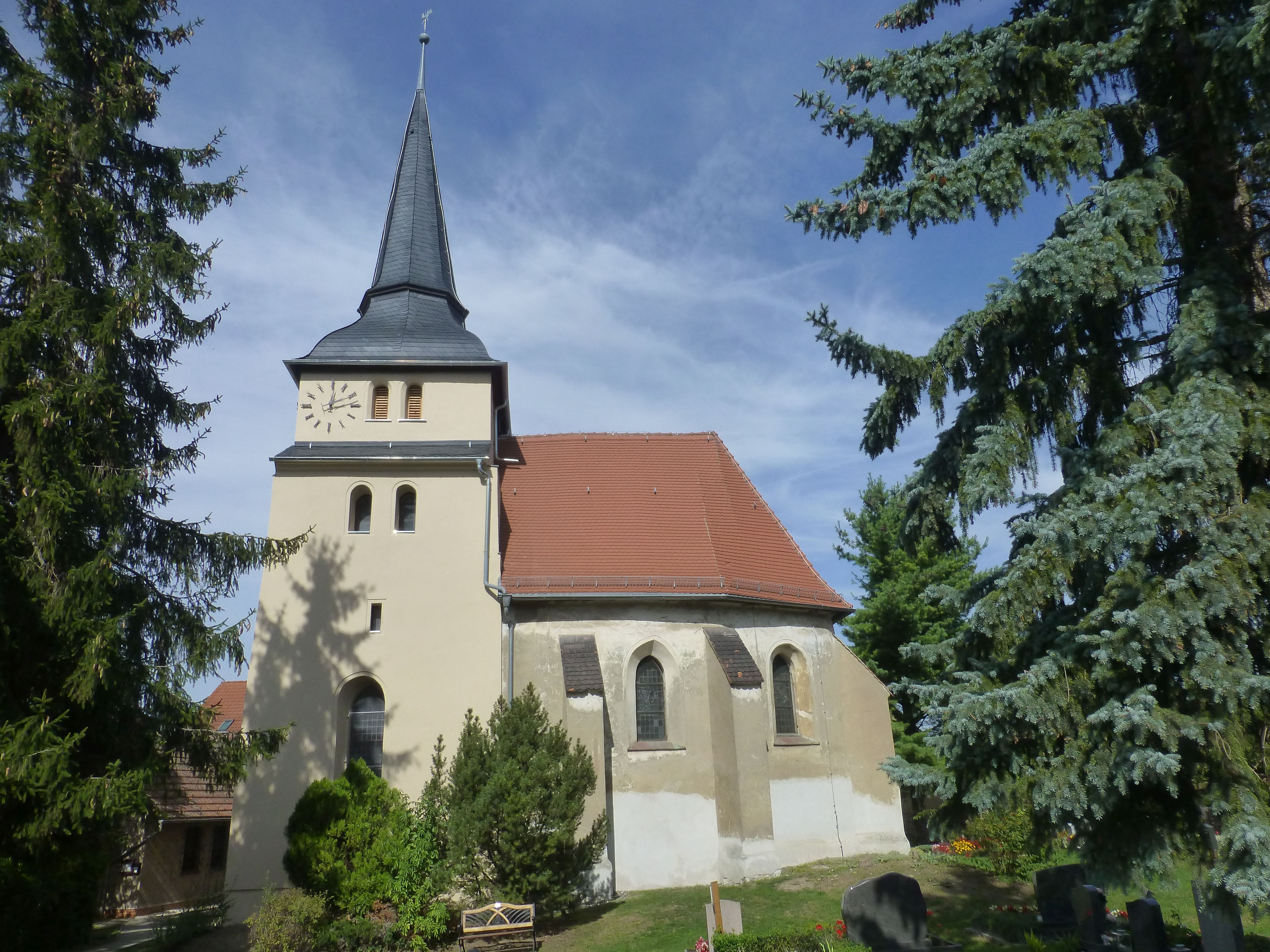
Kirche St. Margareten zu Gera-Tinz, Südansicht

Die evangelisch-lutherische Kirche St. Margareten steht im Ortsteil Tinz der kreisfreien Stadt Gera in Thüringen.

## Geschichte
Das Gotteshaus wurde bereits um 1200 unter der Äbtissin des Quedlinburger Stifts am südlichen Rand des historischen Ortskerns von Tinz errichtet und zählt zu den ältesten Kirchen im Raum Gera. Aus der Zeit des 13. Jahrhunderts (Spätromanik) ist heute noch das Turmuntergeschoss als ältestes Bauteil erhalten. Bis 1540 war die Kirche mit einem Ablass zum Margaretentag (13. Juli) ausgestattet, verbunden mit einer jährlichen Wallfahrt und dem Abhalten eines Jahrmarkts, zu dem die „Leute kamen von weit her zu Fuß nach Tinz, um in der Kirche den Segen und die Fürbitte der heiligen Margarete zu erflehen“. Mit der wachsenden Bedeutung von Tinz als Wallfahrtsort erfolgte um 1472 ein spätgotischer Umbau der Kirche, der anstelle der ursprünglichen Apsis den Anbau eines gotischen Chores im Osten mit mehreren Altären und die Errichtung eines Langhauses an der Westseite des Turms umfasste. Bis zur Einführung der Reformation war der Pfarrer der Tinzer Kirche zugleich Schlosskaplan auf dem nahe gelegenen Schloss Osterstein. Weitere Umbauten im 17. Jahrhundert führten zum Aufsetzen einer achteckigen Schweifkuppel mit Helmspitze. Seit dem Abbruch des Langhauses im Jahre 1838 blieb der Grundriss der Kirche bis heute unverändert. Nur wenige erhalten gebliebene Ortsansichten zeigen das Tinzer Gotteshaus mit dem Kirchenschiff an der Westseite des Turms. Nach Schließung der Kirche im Jahre 1973 spielte sich das Gemeindeleben im Versammlungsraum ab, welcher 1952 auf dem ummauerten Friedhofsgelände gegenüber dem Westportal der Kirche errichtet wurde. Der Innenraum der Kirche wurde bis Ende der 1980er Jahre als Lagerraum genutzt. Erst umfangreiche Instandsetzungsmaßnahmen ab 1990 konnten den weiteren baulichen Verfall aufhalten und das Gebäude zur Jahrtausendwende wieder sakral nutzbar machen. Heute finden in der Kirche wieder wöchentlich Gottesdienste statt. Sie gehört zum Pfarramt Gera-Langenberg im Kirchenkreis Gera der Evangelischen Kirche in Mitteldeutschland.

## Wiederinstandsetzung und Restaurierung der Kirche seit 1990

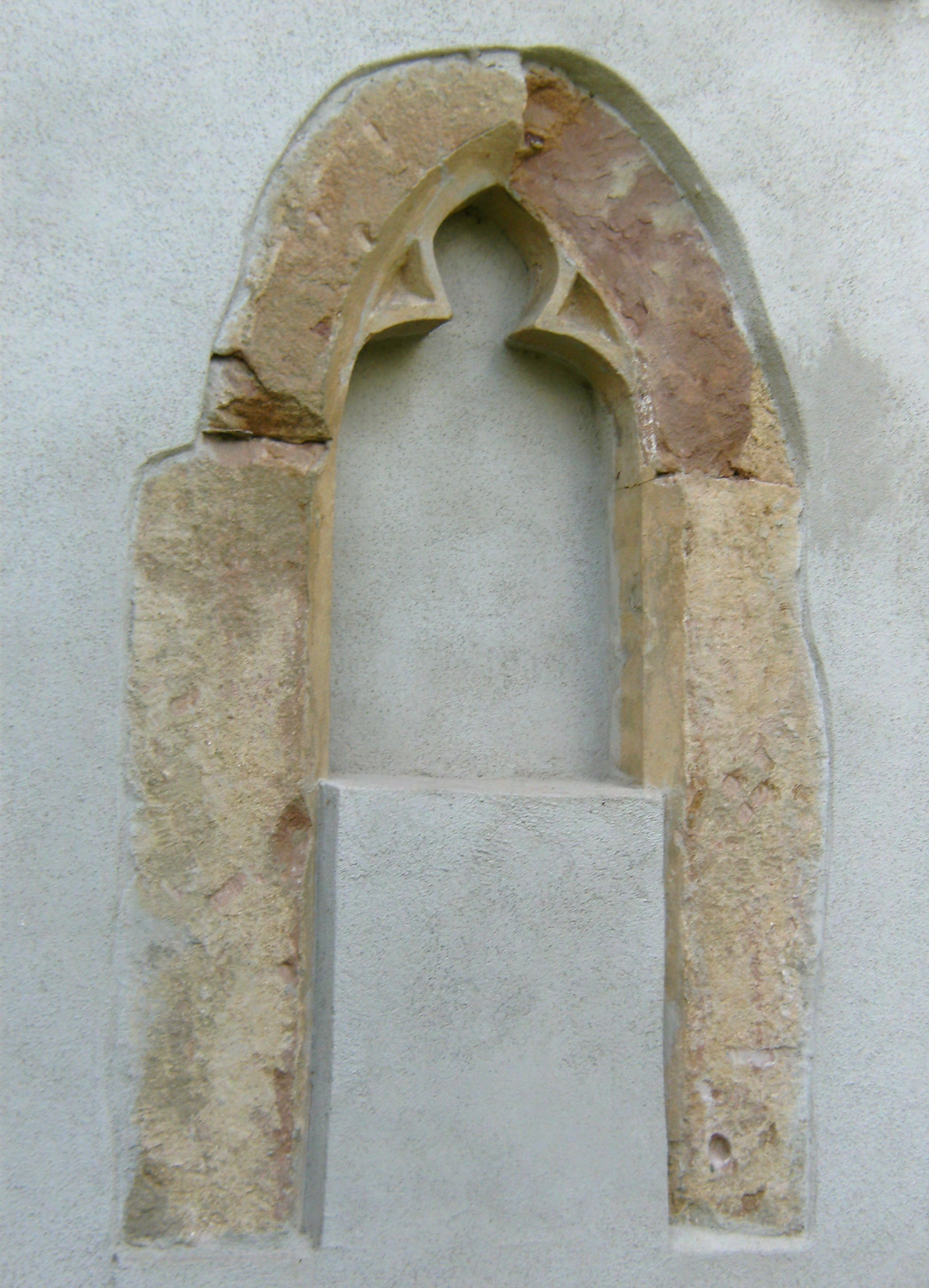
Gotisches Maßwerkfenster an der Kirche

- 1990: Beginn der Trockenlegung des Mauerwerks und Erneuerung der Abflussdrainagen
- 1995: Restauration der Kirchenfenster sowie Neuinstallation der elektrischen Anlage
- 1999: Erneuerung des Innenputzes und Fußbodeneinbau
- 1999: Freilegung einer Sakramentsnische und eines Sakristeizugangs im Ostchor sowie Freilegung eines gotischen Maßwerkfensters an der Kirchenaußenwand
- 1999: Reparatur der Schiefereindeckung und Einblechung am Kirchturm
- 12. Oktober 1999: Turmknopföffnung
- 1. Dezember 1999: Erster Gottesdienst in der Kirche nach mehr als 25 Jahren
- 2000: Erneuerung des Innenanstriches
- 2002: Ausstattung mit Kirchenbänken und Rückführung des Flügelaltars aus der Roschützer Kirche St. Nikolaus nach Tinz
- 2005: Reparatur, Restauration und Rückführung der Eifert-Orgel nach Tinz
- ab 2008: schrittweise Installation einer Kirchenbankheizung
- 2009: Wiederinstandsetzung und Modernisierung der Kirchturmuhr
- 2017/2018: Turmsanierung mit Schieferneueindeckung und Fassadensanierung

## Innenraum

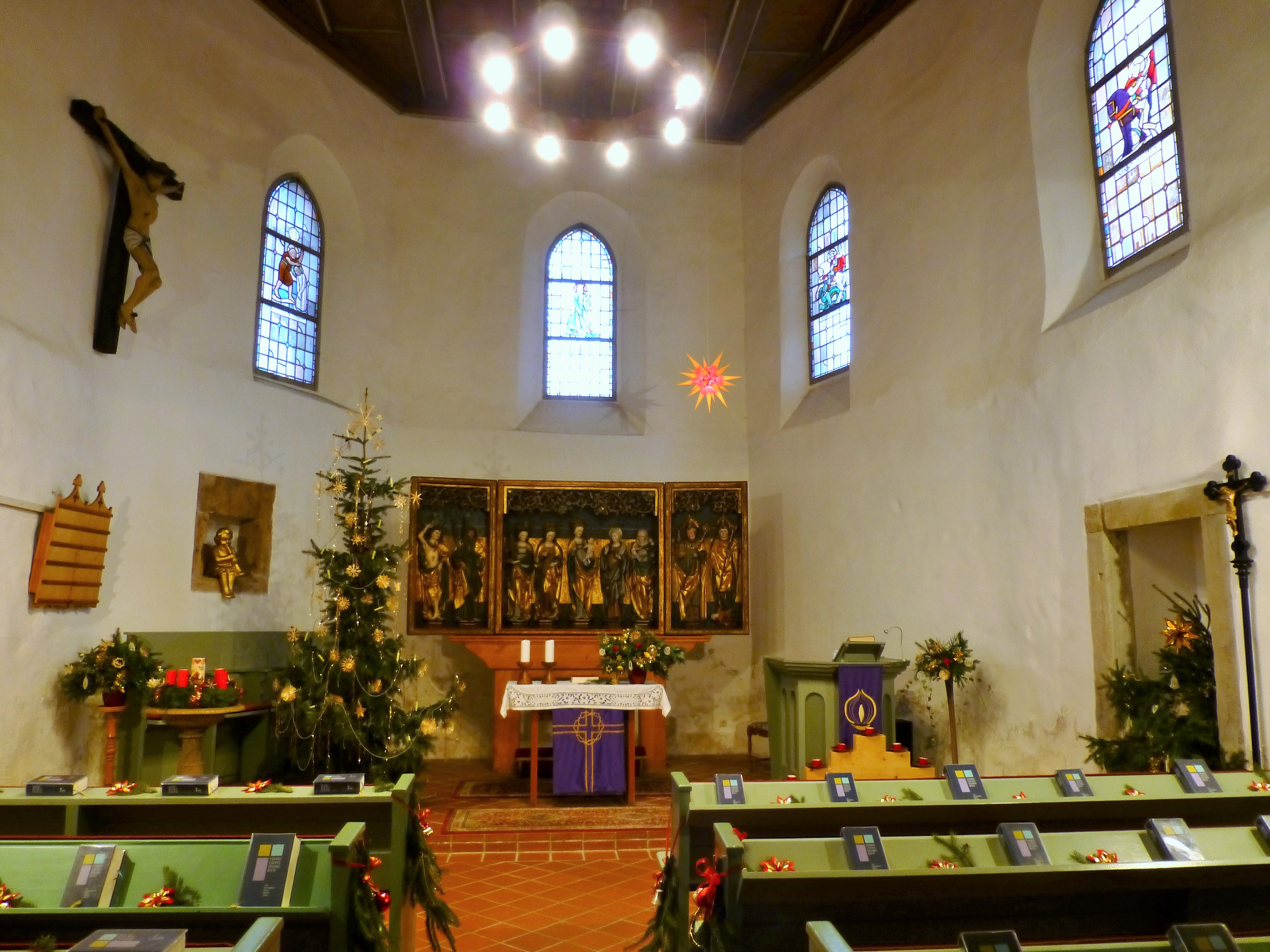
Altarraum der Kirche St. Margareten in Gera-Tinz mit weihnachtlichem Festschmuck

Der heutige Chorraum der Tinzer Kirche setzt sich im Grundriss aus fünf unregelmäßigen Wandseiten zusammen, welche die fünf Wundmale Jesu symbolisieren. Es ist historisch gesichert, dass bis zur Reformation neben dem Hauptaltar mindestens zwei weitere Altäre den Kirchenraum schmückten, darunter der Valentinsaltar (1513). Mit dem Abbruch des Langhauses versammelte sich die Gemeinde fortan im Turmerdgeschoss und im Chorraum. Die fünf hoch angesetzten und kleinen Chorfenster sind dem ehemaligen Sakristeizugang an der Südseite und der Sakramentsnische in der Nordostwand geschuldet. Die Glasmalereien aus den 1950er Jahren zeigen von Norden beginnend: Abendmahl, Taufe, Margareta von Antiochia – Schutzpatronin der Kirche, Georg (Tötung des Drachens) und Martin (Teilung des Mantels).

### Flügelaltar

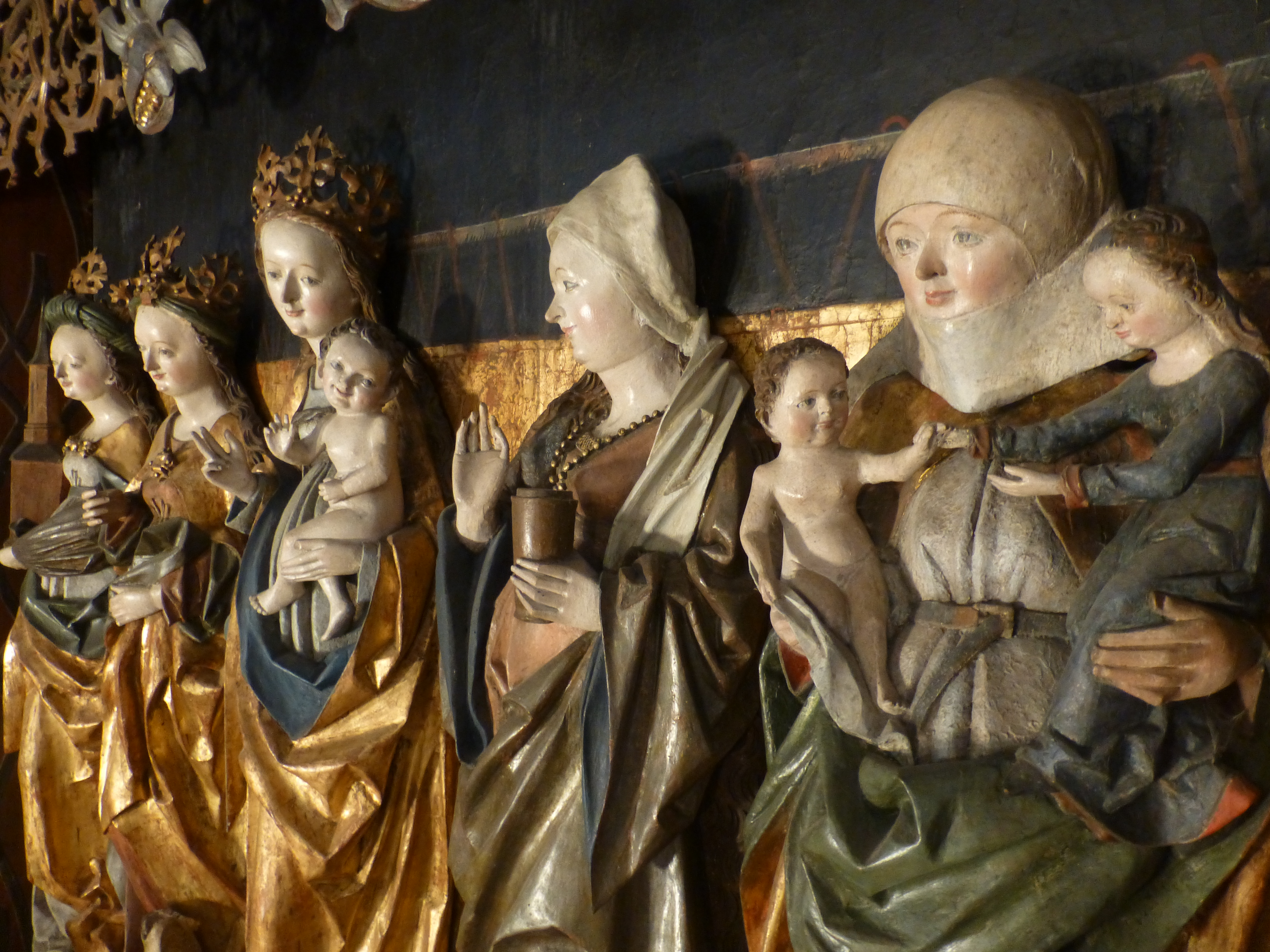
Detailaufnahme der prächtigen Schnitzfiguren des spätgotischen Flügelaltars von 1497 in der Tinzer Kirche St. Margareten

Vor der Reformation erhielt die Wallfahrtskirche in Tinz einen von Matthias Plauener aus Zeitz geschaffenen Flügelaltar mit zwei beweglichen und zwei Standflügeln, dessen Entstehung auf das Jahr 1497 datiert wird und ein bedeutendes Meisterwerk der Spätgotik darstellt. Die Festtagsseite zeigt prächtige Schnitzfiguren: Im Zentrum steht die Maria als Mondsichel-Madonna mit dem Jesuskind. Rechterhand folgen Maria Magdalena mit dem Salbengefäß und rechts außen Anna Selbdritt. Links der Maria sind die heilige Margareta mit dem Drachen und links außen die heilige Barbara dargestellt. Den rechten Flügel des Altars nehmen die Bischöfe Wolfgang (innen) und Valentin von Terni (außen) ein. Der linke Flügel zeigt den heiligen Andreas (innen) und den heiligen Sebastian (außen).

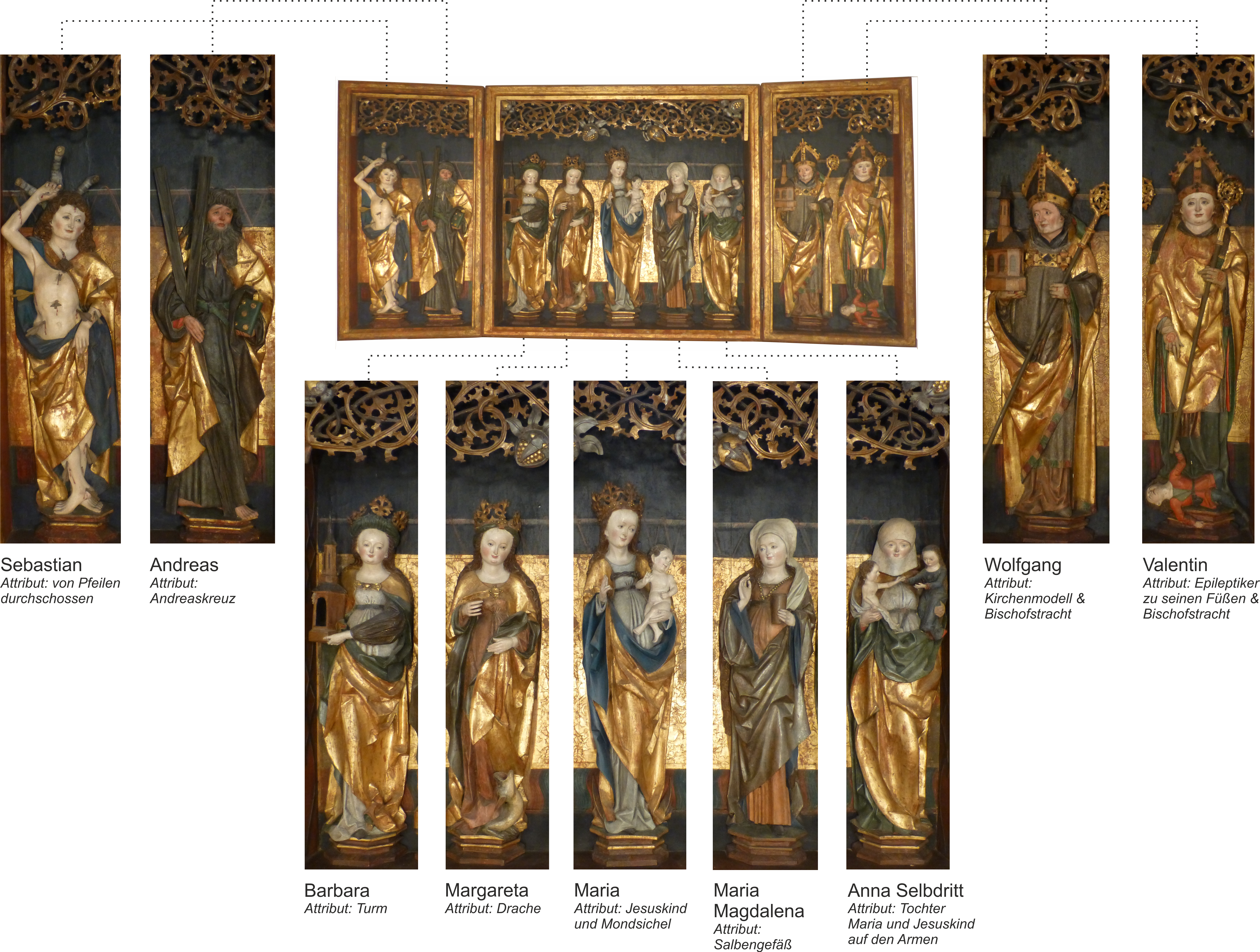
Festtagsseite des Tinzer Flügelaltars – Überblick und Beschreibung der Schnitzfiguren

Im geschlossenen Zustand des Tinzer Altars, der Alltagsseite, werden filigrane Malereien sichtbar. Die Rückseite des rechten Altarflügels zeigt Ottilia von Hohenburg (innen) und die heilige Lucia von Syrakus mit dem Schwert im Hals (außen). Die Heiligendarstellung der Rückseite des linken Flügels ist leider verloren gegangen. Auf dem rechten Standflügel ist der heilige Laurentius und auf dem linken Standflügel Johannes der Täufer zu sehen.

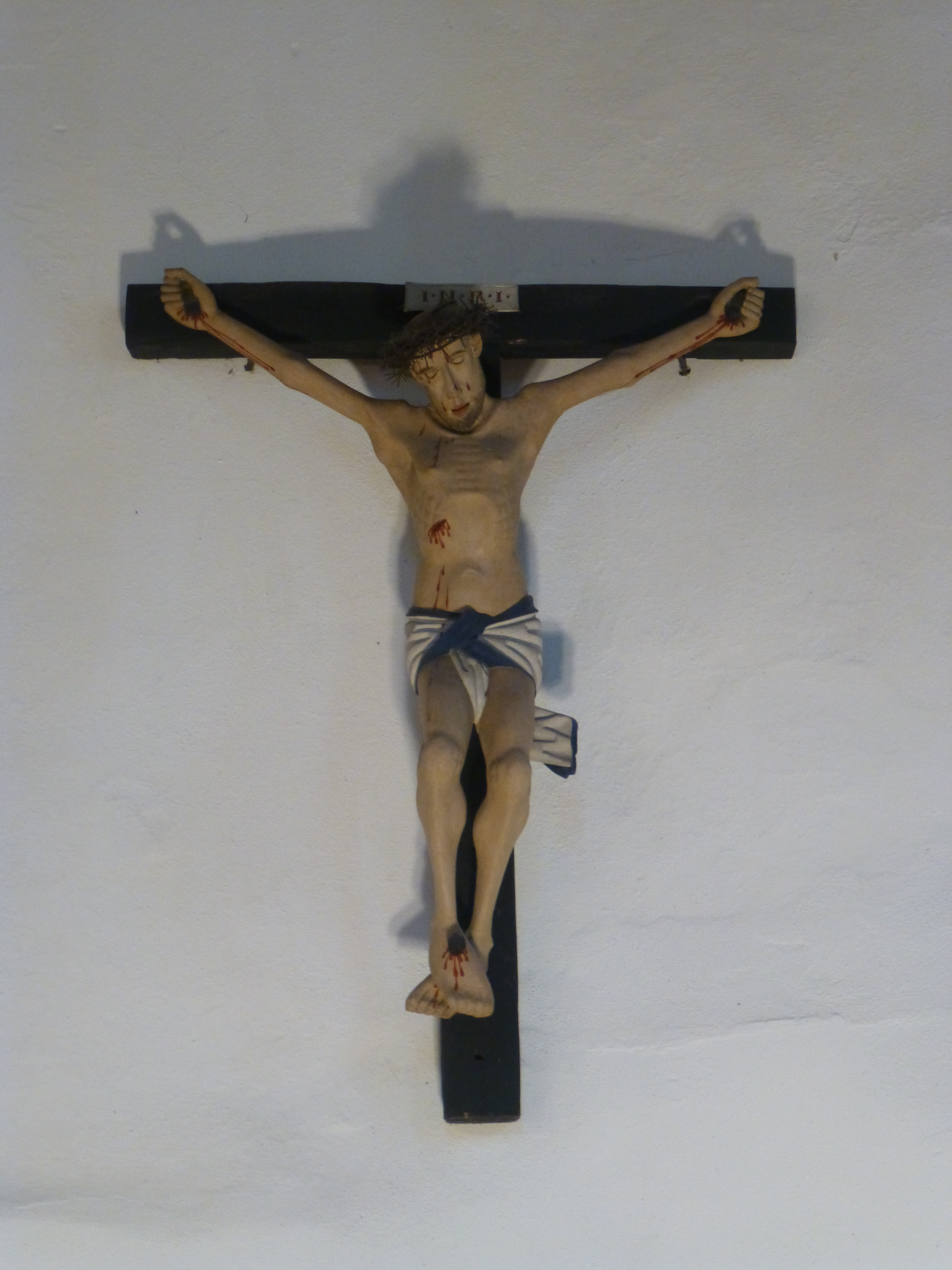
Spätgotisches Kruzifix vom Dreinageltypus im Altarraum der Kirche St. Margareten in Gera-Tinz

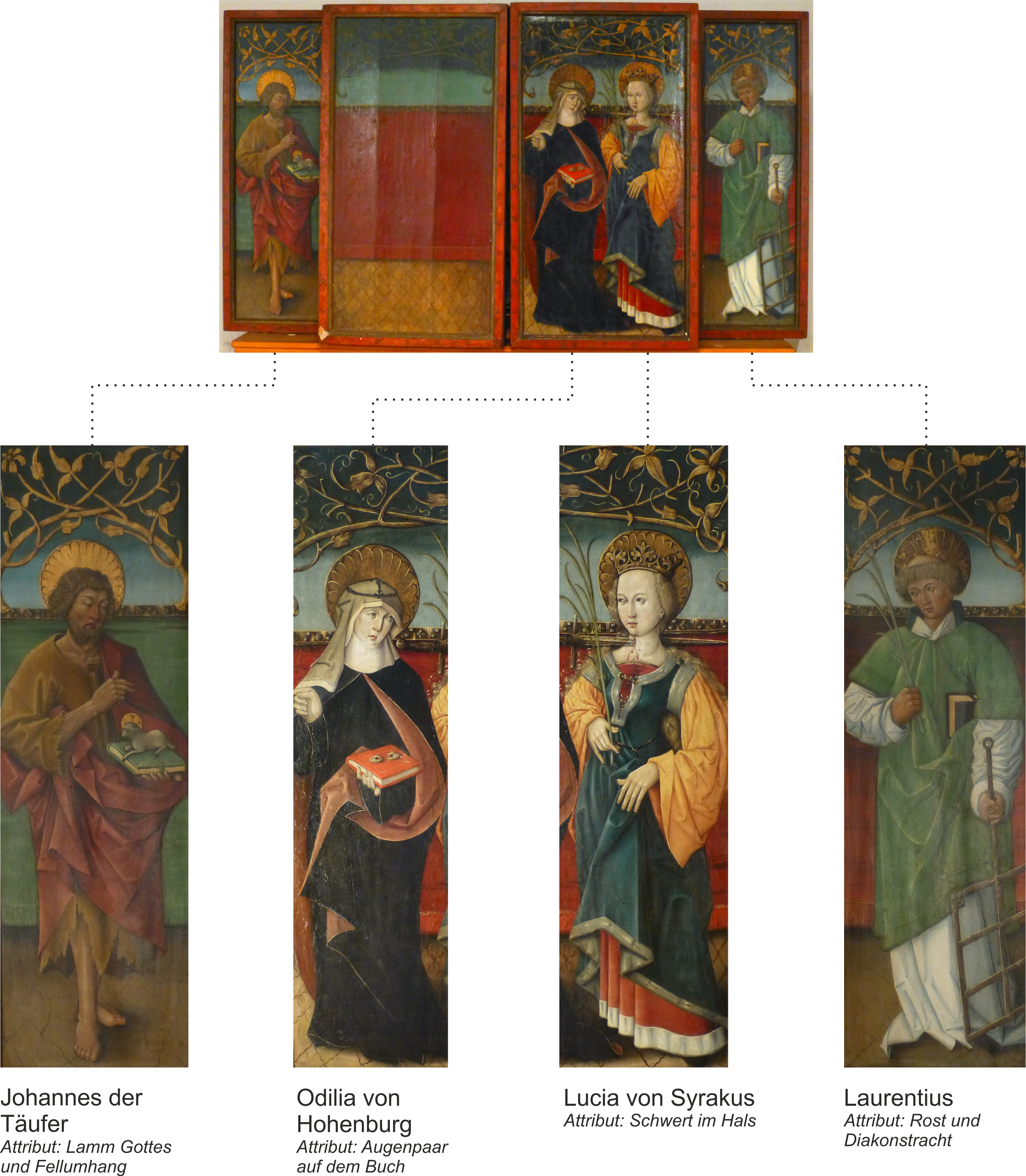
Alltagsseite des Tinzer Flügelaltars – Überblick und Beschreibung der Gemäldedarstellungen

### Kruzifix
Neben dem kunstvollen Schnitzaltar findet sich, an der nördlichen Wand des Chorraums in fünf Metern Höhe angebracht, ein Kruzifix aus dem Jahr 1505. Dargestellt ist der gekreuzigte Jesus Christus, dessen Beine übereinander genagelt sind (Dreinageltypus). Der an schräg nach oben weisenden durchgestreckten Armen hängende Körper sowie das von Schmerzen gezeichnete Gesicht des Erlösers weisen auf einen spätgotischen Typus (um 1500) des geschnitzten Bildnisses hin.

## Orgel

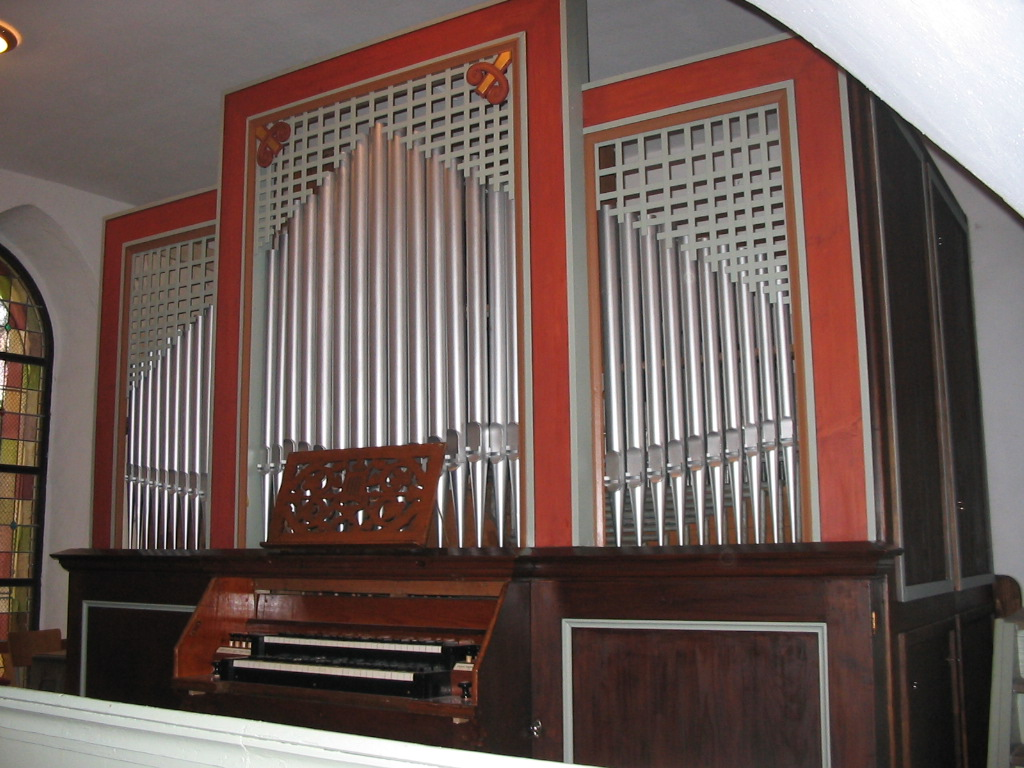
Tinzer Orgel, gebaut vom Orgelbaumeister Adolf Eifert im Jahr 1895

Im Jahre 1895 erbaute der in Stadtilm ansässige Orgelbaumeister Adolf Eifert eine mechanische Orgel mit zehn klingenden Registern auf zwei Manualen mit Pedal für die Kirche Schmirchau. Der Ort Schmirchau musste in den 1950er Jahren dem sich ausweitenden Uranerzabbau um Ronneburg weichen. Vor Abriss der Kirche wurde die Orgel ausgebaut und 1954 in die Tinzer Kirche überführt. 1955 erfolgten durch die Orgelbaufirma Schmeißer aus Rochlitz eine Erneuerung des Orgelprospekts, die Elektrisierung des Gebläses sowie die klangliche Umgestaltung von fünf Registern. Feuchtigkeit, Holzwurmbefall und die geringe Nutzung machten ab 1978 die Auslagerung der Orgel in die Geraer Stadtkirche St. Johannis notwendig. Schäden an den Windladen machten die Orgel dort von 1984 bis zum Abbau 2005 unbespielbar. Nach Rückführung der Orgel in die sanierte Tinzer Kirche und der umfassenden Instandsetzung konnte am 28. August 2005 in einem Festgottesdienst die Orgelweihe in Tinz gefeiert werden.
| Manual I         | Manual II           | Pedal          | Koppeln           |
| ---------------- | ------------------- | -------------- | ----------------- |
| Principal 8′     | Lieblich Gedackt 8′ | Subbass 16′    | Pedalkoppel       |
| Hohlflöte 8′     | Principal 4′        | Choralflöte 4′ | Manualkoppel I-II |
| Rohrflöte 4′     | Cimbel 3-fach 1′    |                |                   |
| Oktave 2′        |                     |                |                   |
| Mixtur 3-fach 2′ |                     |                |                   |

## Geläut und Turmuhr
Nachdem 1941 die Bronzeglocken für Kriegszwecke eingeschmolzen wurden, hängen seit 1963 im 36 Meter hohen Kirchturm drei Stahlglocken mit folgenden Inschriften:
- große Glocke: „Haltet an am Gebet“
- mittlere Glocke: „Geduldig in Trübsal“
- kleine Glocke: „Seid fröhlich in Hoffnung“

Auf dem Seilboden steht außerdem das Uhrwerk mit zwei Schlagwerken, welches ursprünglich von Fürstin Luise Christiane zu Reuß-Gera (1748–1829) gestiftet und 1930 instand gesetzt wurde. Nach Einbau von elektrischen Gewichtszügen sowie der Restaurierung des Räder- und Zeigerwerkes werden die drei Zifferblätter an der Nord-, West- und Südseite des Kirchturms seit 2009 von einer Funk-Pendel-Steuerung angetrieben.

## Gemeindehaus
Im Innenraum des 1952 errichteten Gemeindehauses auf dem Friedhofsgelände sind im Deckenbereich 18 christliche Symbole anzutreffen, deren Entwurf und Ausführung vom Geraer Künstler und Restaurator Kurt Thümmler stammen. Die Glasmalereien der Fensterfront zeigen die vier Evangelisten. Die Reihenfolge erklärt sich aus der Bedeutung der Evangelistensymbole in Bezug auf das Leben von Jesus Christus. Vom Altar beginnend: Matthäus (Attribut: Mensch → Menschwerdung), Lukas (Attribut: Stier → Opfertod), Markus (Attribut: Löwe → Auferstehung) und Johannes (Attribut: Adler → Himmelfahrt).